# Attilâ İlhan
Attilâ İlhan (* 15. Juni 1925 in Menemen; † 10. Oktober 2005 in Istanbul) war ein türkischer Schriftsteller. Er war Lyriker, Essayist, Romancier und Journalist. Er war Bruder der Schauspielerin Çolpan İlhan. Mehrere seiner Werke wurden verfilmt, für einige schrieb er selbst das Drehbuch.

## Leben und Leistungen
İlhan wurde 1925 in Menemen in der Provinz Izmir geboren. Als 16-jähriger Gymnasiast des Izmir Atatürk Gymnasiums wurde er verhaftet, weil er verbotene Gedichte von Nâzım Hikmet gelesen hatte. Er wurde der Schule verwiesen und saß zwei Monate im Gefängnis. Der Gerichtsbeschluss, dass er nie wieder eine Schule besuchen darf, wurde 1944 vom Staatsrat für ungültig erklärt und er durfte wieder das Istanbul Işık Gymnasium besuchen. Als er in der letzten Klasse des Gymnasiums war, wurde ihm auf dem CHP-Literaturwettbewerb von der Jury der zweite Preis in der Kategorie Lyrik zuerkannt. Nach seinem Abitur im Jahre 1946 begann er ein Jurastudium an der Universität Istanbul. Während seines Studiums hat er seine ersten Gedichte veröffentlicht. Um nach Paris zu gehen, hat er dann sein Studium abgebrochen. Sein erstes Gedichtbuch Duvar (Die Wand) veröffentlichte er 1948.
Im selben Jahr ist er nach Paris gefahren, um an der Kampagne für die Freilassung von Nâzım Hikmet teilzunehmen. Seinen Pariser Aufenthalt hat er auch später in seinen Werken oft thematisiert. Nach seiner Rückkehr in die Türkei hat er mehrmals Probleme mit der türkischen Polizei bekommen, wurde mehrmals festgenommen und saß im Sansaryan Han, der berüchtigten Polizei- und Folterzentrale. Wegen eines Berichtes von ihm, der in der Zeitung Gerçek veröffentlicht wurde, hat er 1951 wieder gesetzliche Probleme bekommen und musste wieder nach Paris flüchten. Dort hat er Französisch gelernt und den Marxismus kennengelernt. Während der 50er Jahre wurde sein Name wegen seiner Schriften und Gedichte allmählich in der ganzen Türkei bekannt. Nachdem er in die Türkei zurückkehren durfte, hat er wieder dem Studium begonnen, das er aber wieder abbrechen musste, weil er als Journalist zu arbeiten anfing. Er hat in der Zeitung Vatan gearbeitet und begonnen, Filmkritiken zu schreiben.
Nach seinem Militärdienst in Erzincan kehrte er nach Istanbul zurück und wurde im Filmbereich tätig. Er hat unter dem Decknamen Ali Kaptanoglu etwa 15 Drehbücher geschrieben, war aber nicht erfolgreich. 1960 fuhr er erneut nach Paris, musste jedoch nach Izmir zurückkehren, da sein Vater gestorben war. Er blieb acht Jahre in Izmir und arbeitete als Redakteur der Zeitung Demokrat İzmir. Er hat 1968 dort geheiratet.
1973 ist er als der Berater vom Bilgi Verlag nach Ankara umgezogen und bis 1981 in der Hauptstadt geblieben. Während der 70er und 80er Jahre hat er wieder Drehbücher für Fernsehserien geschrieben. 1981 ist er wieder nach Istanbul zurückgekehrt und hat bei der Zeitung Milliyet, sowie beim Gelişim Verlag gearbeitet. Nach einer kurzen Tätigkeit als Kolumnist bei der Zeitung Güneş hat er 1993 bis 1996 in der Boulevardzeitung Meydan gearbeitet. Zwischen 1996 und 2005 wurden seine Aufsätze in der Zeitung Cumhuriyet veröffentlicht. Er ist am 10. Oktober 2005 an einem Herzinfarkt verstorben.
İlhan, der von Nazım Hikmet und von der Türkiye Komünist Partisi, sowie vom Marxismus beeinflusst wurde, hat eine Art des populistischen Antikolonialismus und Galijewismus verteidigt. In seinen letzten Jahren hat er durch Fernsehsendungen gegen den EU-Beitritt der Türkei gekämpft und eine kemalistisch-nationalistische Linie vertreten. Diese Einstellung führt ihn auch dazu in der Kurdenfrage eine nationalistische Haltung zu nehmen. Die Türkische Jugendvereinigung benennt ihre Jugend- und Kulturzentren nach İlhan.

## Publikationen
Die Titel sind nicht auf Deutsch erschienen. Bei den deutschen Übersetzungen in Klammern handelt es sich nur um eine freie Übersetzung.
Lyrik
- Duvar (Die Wand – 1948)
- Sisler Bulvarı (Boulevard des Nebels – 1954)
- Yağmur Kaçağı (Flüchtling vor dem Regen – 1955)
- Ben Sana Mecburum (Ich bin dir verfallen – 1960)
- Bela Çiçeği (Blume des Ärgers – 1961)
- Yasak Sevişmek (Verbotene Liebe – 1968)
- Tutuklunun Günlüğü (Tagebuch des Häftlings – 1973)
- Böyle Bir Sevmek (Solch eine Liebe – 1977)
- Elde Var Hüzün (Kummer im Sinn – 1982)
- Korkunun Krallığı (Königreich der Furcht – 1987)
- Ayrılık Sevdaya Dahil (Trennung gehört zur Liebe – 1993)
- Kimi Sevsem Sensin (Wen ich auch liebe, bist du – 2002)

Romane
- Sokaktaki Adam (Der Mann auf der Straße – 1953)
- Zenciler Birbirine Benzemez (Ein Schwarzer ähnelt nicht dem anderen – 1957)
- Kurtlar Sofrası (Tisch der Wölfe – 1963)
- Bıçağın Ucu (Die Spitze des Messers – 1973)
- Sırtlan Payı (Der Anteil der Hyäne – 1974)
- Yaraya Tuz Basmak (Salz auf die Wunde – 1978)
- Dersaadet'te Sabah Ezanları (Morgengebetsruf in Dersaadet – 1981)
- O Karanlıkta Biz (Wir in jenem Dunkel – 1988)
- Fena Halde Leman (Furchtbare Leman – 1980) (Anmerkung: Leman ist ein türkischer weiblicher Vorname)
- Haco Hanım Vay (O weh Haco Hanim – 1984)
- Allah'ın Süngüleri-Reis Paşa (Allahs Bajonett – Reis Pascha – 2002)
- Allah'ın Süngüleri-Gazi Paşa (Allahs Bajonett – Gazi Pascha – 2006)

Kurzgeschichten
- Yengecin Kıskacı (Die Schere des Krebses – 1999)

Essays
- Abbas Yolcu (Abbas auf dem Weg – 1957)
- Hangi Sol (Welche Linke? – 1970)
- Hangi Batı (Welcher Westen? – 1972)
- Hangi Seks (Welcher Sex? – 1976)
- Hangi Sağ (Welches Recht? – 1980)
- Hangi Atatürk (Welcher Atatürk? – 1981)
- Yanlış Kadınlar Yanlış Erkekler (Falsche Frauen, Falsche Männer – 1985)
- Hangi Edebiyat (Welche Literatur? – 1991)
- Hangi Laiklik (Welcher Laizismus? – 1995)
- Hangi Küreselleşme (Welche Globalisierung? – 1997)
- Bir Sap Kırmızı Karanfil (Ein Stengel rote Nelken – 1998)
- Ufkun Arkasını Görebilmek (Das Jenseits des Horizonts sehen können – 1999)
- Sultan Galiyef – Avrasya'da Dolaşan Hayalet (Sultan Galijew – Das Gespenst in Eurasien – 2000)
- Dönek Bereketi (Segen der Renegaten – 2002)
- Yıldız, Hilâl ve Kalpak (Stern, Halbmond und Mütze – 2004)